# Farm Frenzy
Farm Frenzy é uma série de jogos casuais para download desenvolvida pela Melesta Games e publicada/distribuída pela Alawar Entertainment.  A versão para Android do jogo foi desenvolvida pela HeroCraft. A série utiliza um modelo de jogo arcade de apontar e clicar que permite ao jogador gerenciar os processos de produção em uma fazenda usando um ponteiro. A maior parte de seu sucesso veio das plataformas móveis. Ele estreou em Dezembro de 2007 para Microsoft Windows.
Alguns jogos da série ficaram disponíveis para download como PlayStation Minis através da PlayStation Store. Eles poderiam então ser jogados em um PlayStation Portable (PSP) e também em um PlayStation 3 (PS3). Os jogos disponíveis eram: Farm Frenzy, Farm Frenzy 2, Farm Frenzy: Pizza Party e Farm Frenzy 3.

## Jogos
- Farm Frenzy (2 de Dezembro de 2007)
- Farm Frenzy 2 (27 de Agosto de 2008)
- Farm Frenzy 3 (11 de Setembro de 2009)
- Farm Frenzy 3: American Pie (15 de Fevereiro de 2010)
- Farm Frenzy Pack (19 de Fevereiro de 2010, a compilação inclui 5 jogos, sendo os 3 primeiros, mais American Pie e Pizza Party)
- Farm Frenzy 3: Roleta Russa (26 de Maio de 2010)
- Farm Frenzy 3: Madagascar (18 de Agosto de 2010)
- Farm Frenzy 3: Ice Domain (27 de Agosto de 2010, também conhecido como Farm Frenzy: Ice Age/Era do Gelo)
- Farm Frenzy: Animal Country (28 de Setembro de 2010)
- Farm Frenzy: Gone Fishing (30 de Setembro de 2010)
- Farm Frenzy: Roma Antiga (5 de Abril de 2011)
- Farm Frenzy: Pizza Party (9 de Maio de 2011)
- Crop Busters (2 de Junho de 2011)
- Farm Frenzy: Viking Heroes (2 de Novembro de 2011)
- Farm Frenzy Parte 1-3 (15 de Outubro de 2012, essa compilação inclui Farm Frenzy 1, 2 e 3)
- Farm Frenzy 4 (29 de Abril de 2014)
- Pacote Alawar Farm Frenzy (9 de Setembro de 2014, essa compilação inclui Farm Frenzy 1, 2, 3 e Pizza Party)
- Farm Frenzy: Temporada de Furacões (3 de Julho de 2015)
- Farm Frenzy: Collection (21 de Agosto de 2015, inclui todos os jogos anteriores)
- Farm Frenzy: Heave Ho (26 de Agosto de 2015)
- Farm Frenzy: Renovado (27 de Janeiro de 2021)

## Recepção
Farm Frenzy foi eleito o Melhor Jogo Casual de 2008 na GDC 2008. O jogo Farm Frenzy 2 recebeu o prêmio iParenting Media em 2009, em reconhecimento à sua adequação para famílias e crianças (Family Friendly).

## Links externos
- Sítio oficial
- Farm Frenzy series